# 朴鍾佑
朴 鍾佑（パク・チョンウ、朝鮮語: 박종우、1989年3月10日 - ）は、大韓民国のサッカー選手。ポジションはミッドフィルダー。Kリーグ2・釜山アイパーク所属。

## 経歴

### クラブ
延世大学校を経て2010年から釜山アイパークでプレー。同年5月2日のFCソウル戦でプロデビュー。
2014年2月6日、中国サッカー・スーパーリーグの広州富力足球倶楽部に移籍した。
2015年7月6日、UAEリーグのアル・ジャジーラ・クラブへ移籍した。
2017年7月12日、エミレーツ・クラブへ移籍した。

### 代表
2012年夏、ロンドンオリンピックに韓国代表として参加。全6試合のうち5試合に先発出場した。
2012年11月14日、オーストラリアとの親善試合でA代表デビューを果たした。
2013年7月、東アジアカップ2013の韓国代表に選ばれた。
2014 FIFAワールドカップの韓国代表に選ばれたが、出場機会はなかった。

## 不祥事
2012年8月10日、日本代表との対戦となったロンドン五輪男子サッカー3位決定戦の試合後、朴は観客席から「独島（竹島の韓国名）はわれわれの領土（독도는 우리 땅）」というメッセージが書かれたプラカードを掲げた。五輪施設や会場などでの政治的な宣伝活動はオリンピック憲章で禁じられており、朴の行為はこれに抵触する疑いがあったため、国際オリンピック委員会（IOC）は調査を開始、これと同時に朴には表彰式に出席しないよう要請し、銅メダルの授与を保留した。これにより、朴は表彰式に出席できず名前も呼ばれなかった。
また、同様に政治的アピールを行うことを禁じるFIFAも別個に調査に乗り出した。国際オリンピック委員会のジャック・ロゲ会長は朴の行為は「明らかに政治的な表現とみるべきだ」との見解を述べ厳しく対処する姿勢を示し、銅メダルの扱いについてはFIFAによる調査結果に基づいて決めるとの方針を明らかにした。
韓国サッカー協会は遺憾の旨を含んだ内容のメールを日本サッカー協会に送ったが、これに対し韓国国内では「屈辱的な謝罪だ」「謝ることはない」という声も上がった。
2012年10月5日にFIFAはチューリッヒにて聴聞会を開いたが、処分の決定は延期された。韓国政府は調査の結果とは別に彼に対する兵役免除の特権を認める方針であることも報じられた。
2012年11月20日にFIFA規律委員会による二度目の聴聞会が開かれ、処分が決定した。通常ならば速やかに処分内容の発表が行われるが、朴の場合においてはそれがなされなかったため、日本の一部メディアから「特別待遇ではないか」と批判が出た。その後、12月3日に大韓サッカー協会により、朴は国際Aマッチ2試合の出場停止と3500スイスフラン（31万円）の罰金、大韓サッカー協会は警告の処分を受けたことが明らかになった。
2013年2月12日、国際オリンピック委員会理事会は、朴と韓国オリンピック委員会に『強い警告（strong warnings）』と「朴が式典の参加や宣伝などをしないこと」を前提に、銅メダルとメダル証明書を発布した。。IOCは五輪憲章に反している可能性があるにも関わらず彼にメダルを授与した理由について「計画的に前もって準備されたものではなく、試合後に日本人選手を慰めるなどのスポーツマンらしい態度を見せていた」と説明した。

## 代表歴

### 出場大会
- 韓国代表
  - 2014 FIFAワールドカップ

### 試合数
- 国際Aマッチ 15試合 0得点（2012年-2017年）[17]

| 韓国代表 | 国際Aマッチ | 国際Aマッチ |
| 年       | 出場        | 得点        |
| -------- | ----------- | ----------- |
| 2012     | 2           | 0           |
| 2013     | 5           | 0           |
| 2014     | 6           | 0           |
| 2015     | 0           | 0           |
| 2016     | 0           | 0           |
| 2017     | 2           | 0           |
| 通算     | 15          | 0           |